# Dorfkirche Göbel

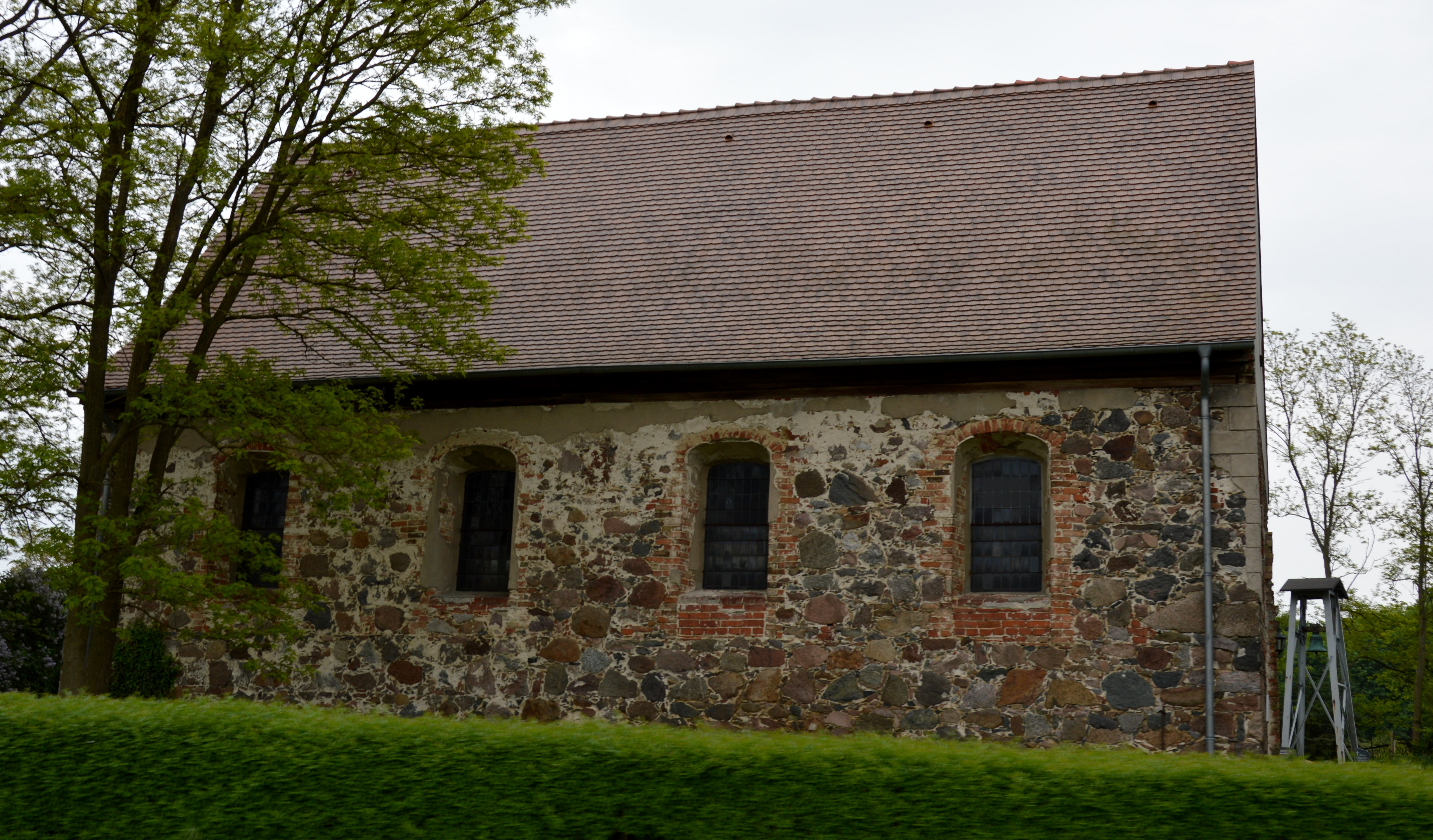
Dorfkirche Göbel, 2015

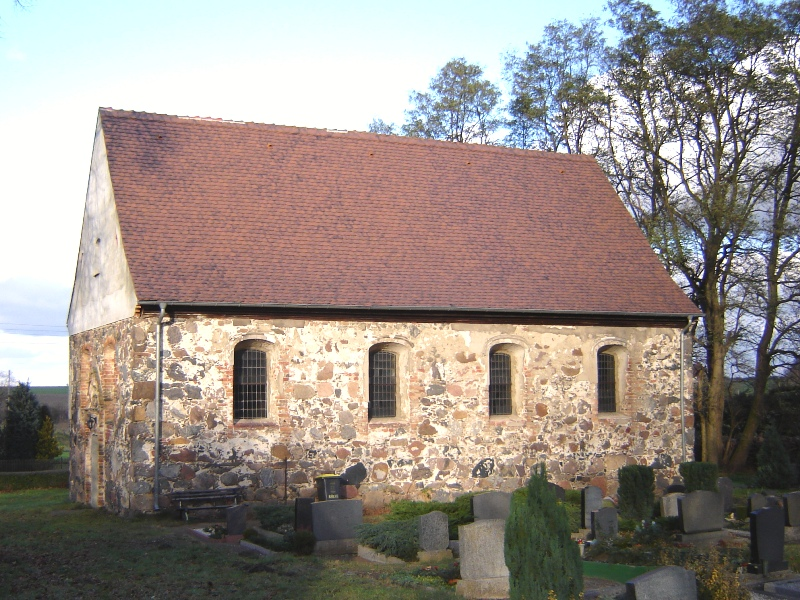
Blick von Süden, 2007

Die Dorfkirche Göbel ist die Kirche des Dorfes Göbel in Sachsen-Anhalt. Sie gehört zum Pfarramtsbereich Loburg im Kirchenkreis Elbe-Fläming der Evangelischen Kirche in Mitteldeutschland.
Sie befindet sich in der Nähe des östlichen Ortsausgangs, auf der Südseite der August-Bebel-Straße.

## Architektur und Geschichte
Die kleine Feldsteinkirche entstand im Jahr 1730. Sie hat keinen Kirchturm, verfügte jedoch ursprünglich über einen Dachreiter mit barocker Haube. Der Dachreiter wurde im 20. Jahrhundert im Zuge einer Erneuerung der Kirche abgetragen. Der Grundriss des Kirchbaus ist rechteckig. Eine ursprünglich bestehende Verputzung wurde Anfang des 21. Jahrhunderts entfernt. Der Zugang zur Kirche erfolgt über ein von Pilastern gerahmtes Portal an der Westseite. Über dem Portal befindet sich ein Dreiecksgiebel mit Kartusche. In der Kartusche ist das Monogramm des 1748 verstorbenen Bauherren L. F. von Thümen zu erkennen. Sein mit einer Relieffigur versehener Grabstein befindet sich an der Südwand. Bedeckt ist der Bau mit einem noch bauzeitlichen Satteldach.
Das Kircheninnere wird von einer flachen Bretterdecke überspannt. Sie ist mit einem gemalten Wolkenhimmel verziert. Der aus Holz gefertigte Kanzelkorb ist mit floralen Motive verziert und war wohl ursprünglich Teil eines Kanzelaltars.
An der Südwand der Kirche befindet sich neben dem Grabstein des Bauherrn der mit einem Brustbild versehene Grabstein des 1758 verstorbenen Johann Friederich von Thümen. Unterhalb des Brustbildes befindet sich eine von Wolken umrahmte Inschriftenkartusche. Als Pendant zu diesem Grabstein befindet sich auf der Nordseite ein Epitaph des 1915 verstorbenen Gutsbesitzers Fritz Dänhardt sowie eine an die Gefallenen des Ersten Weltkriegs erinnernde Gedenktafel.
Im Denkmalverzeichnis der Stadt Möckern ist die Kirche unter der Erfassungsnummer 094 41372 als Baudenkmal eingetragen.